# Histoire de l'art
Pour les articles homonymes, voir Histoire de l'art (homonymie).
 (septembre 2016).
L'histoire de l'art est la discipline qui a pour objet l'étude des œuvres d'art dans l'histoire. Elle étudie également les conditions de création des artistes, la reconnaissance du fait artistique par un public, ainsi que le contexte environnemental, culturel, cultuel, spirituel, anthropologique, identitaire, idéologique et théorique, économique et social de la création artistique.

## Une discipline et des sujets d'étude
Cette discipline universitaire est fondée sur la recherche, l'actualisation et la transposition de problématiques historiques, scientifiques, autour de phénomènes artistiques et culturels. Ainsi, l'histoire de l'art est spécialisée dans la création artistique et ses divers dimensions et concepts (parfois compris comme des fictions) : idée (l'art, la culture), objet (l'œuvre, la technique, la matière), individu (l'artiste, le spectateur), langage (les discours portés dans et autour de l'objet d'art, le medium, la perception), expérience poétique (qu'est-ce que faire œuvre ?) ou imaginaire (la représentation, la figure).

### À l'origine de l'histoire de l'art
On retrouve ces questions face à des collections d'objets et des pratiques depuis l'Antiquité méditerranéenne (Xénocrate de Sicyone, Pline l'Ancien, Pausanias le Périégète), l'Inde classique (Muni Bharata, Abhinavagupta), la Chine ancienne (Confucius, Xie He, Su Shi), l'Islam médiéval (Al-Kindi, Al-Farabi, Avicenne), jusqu'à la Renaissance (Dante, Cennini, Ghiberti, Alberti, Léonard de Vinci, Vasari) ainsi que, depuis, dans les diverses traditions d'écrits et de propos sur l'art, comme la critique d'art, les traités d'artistes, d'antiquaires, de voyageurs, etc. C'est dans le contexte du renouvellement des questions scientifiques des XVIIIe et XIXe siècles (en particulier avec Winckelmann, Rumohr et Burckhardt), que l'histoire de l'art prend forme, en parallèle au développement de l'archéologie, des bibliothèques et des musées publics en Occident (dans chaque cadre national naissant), comme une spécialité de la philosophie et de l'histoire complémentaire à l'étude de textes, de la littérature.

### Conditions de son enseignement actuel
En dehors de l'Allemagne et de l'Italie où pour des raisons historiques, elle reste une matière bien intégrée au cursus universitaire, voire scolaire, on remarque que l'histoire de l'art continue d'être considérée comme un domaine marginal ou mineur en dépit de sa relative bonne image dans le public. De son côté la discipline est particulièrement subdivisée en sous-spécialités très hétérogènes (périodes historiques, aires culturelles, traditions méthodologiques, affinités institutionnelles, etc.), entre lesquelles les rapports sont parfois tendus et l'unité fragile (cf. H. Belting, D. Riout, É. de Chassey).
Par exemple, en France, selon le président de l'université Paris IV-Sorbonne, le taux d'échec aux examens des étudiants en première année d'histoire de l'art et archéologie est de 70 % (mais 45 % sur le site de Paris-I). Le cursus est régulièrement pris en exemple des dysfonctionnements de l'université (décalage entre les objectifs des étudiants au moment de leur première inscription et la réalité des enseignements, débouchés professionnels et formation permanente, encadrement et moyens des départements, cohérence des contenus et refus de l’interdisciplinarité, recrutement des enseignants, évaporation des doctorants, etc.).

### Enseignement en France: l'histoire de l'art et l'histoire des arts
Discipline universitaire en France, l'histoire de l'art est souvent confondue avec l'histoire des arts. Christian Vieaux précise en 2008 que l'une et l'autre sont pourtant distinctes. Si l'histoire de l'art comme l'histoire des arts traitent des mêmes objets, à savoir les œuvres d'art, des questions d'approches comme de mises en œuvre les distinguent. À ce titre, l'histoire des arts est d'abord définie  comme un enseignement de culture artistique partagé qui est enseigné en école primaire, au collège puis au lycée quand l'histoire de l'art est associée à l'enseignement supérieur (tant les universités que les écoles d'art). De surcroît, contrairement à l'histoire de l'art, l'histoire des arts est enseignée par tous les enseignants, indépendamment de leur discipline de recrutement ce qui nécessite une approche interdisciplinaire, les œuvres y sont travaillées davantage dans une perspective culturelle, historique et sensible.

## La question des méthodologies
On distingue très sommairement deux approches en histoire de l'art, selon leurs objectifs (voir aussi les théories structurelles et individualistes, ainsi que l'opposition formes/contextes, en particulier dans le monde anglo-saxon) :
- La plus courante ayant comme fin la mise à jour de corpus d'œuvres et d'artistes, de la singularité de leurs discours, fondée sur des notions telles que chef-d'œuvre, styles, manière, écoles, mouvements, tendances et leurs articulations, leurs interactions avec l'histoire, les événements politiques et sociaux. Identifier, classer et hiérarchiser est alors parfois considéré comme un fondement méthodologique (cf. A. Chastel). Mais dans certains cas cette approche est qualifiée (ironiquement) d'attributionniste[22] pour son goût des biographies narratives et des catalogues ou monographies d'artistes.
- L'autre approche s'interroge aussi sur son propre discours sur l'art, sur la théorie de l'art[23] ou sur les frontières de l'art[24] – plus proche des sciences de l'art[25], est elle aussi initiée autour de (de) Berlin et Vienne[26] au XIXe siècle[27]. Donc, au-delà de l'historiographie (la manière dont cette histoire est écrite), il s'agit de confronter l'œuvre et les enjeux de l'artiste (cf. les « référents irréductibles » selon J. Lichtenstein[23]) avec les regards qui sont portés sur eux. Aujourd'hui, certains parlent d'histoire de l'art critique (cf. Fr. Bardon, M. Podro[28]) et de nouvelle histoire de l’art (cf. A. Wessely[29]), d'histoire de l'art comparée (cf. Chr. Michel[30]) voire d'histoire de l’art philosophante (R. Pouivet[31]).

Plus largement, on peut présenter son domaine d'application comme tout ce qui relève de l'œuvre poétique (au sens large, qui provoque un écart esthétique) et de son contexte culturel et spirituel, depuis ses conditions de production par son auteur, de présentation et de diffusion, jusqu'à sa perception variable dans le temps par un public reconnaissant – ou non – un caractère artistique à l'objet, ou à l'acte de l'artiste, et à sa représentation.
La mise en œuvre d'une histoire de l'art fait donc appel simultanément à différents savoirs et expériences, et il est plus simple de souligner ce qu'elle n'est pas censée être (un jugement sur l'art, un catalogue de collection, une lecture exhaustive de l'œuvre, un parti pris idéaliste, etc.), que de définir ce qu'elle est parfois (un travail critique, une interprétation, une épistémologie – un discours sur la connaissance), mais cela toujours avec une certaine érudition (un « savoir approfondi » ; soit une ambition en matière de documentation et d’interprétation des œuvres).

### Tableau synthétique récapitulatif
Quatre étapes du travail de l'historien de l'art face à un objet peuvent rapidement être mises en valeur :
- la description, l'analyse formelle, structurale[36], iconographique, iconologique de l'œuvre et de ses contextes[37] ;
- son analyse matérielle, technologique ou physique (en laboratoire pour la datation, etc.) ;
- l'étude des sources historiques autour de la production de l'œuvre (contrat, projet, etc.) ;
- et autour de sa perception (commentaires, critiques, interviews, etc.), soit la connaissance des sources documentaires secondaires.

### L'histoire de l'art considérée comme unescience?
Du fait que de nombreux contributeurs à l'histoire de l'art ne se sont pas qualifiés ni situés comme historiens de l'art (voire hors du champ de la science), elle est parfois présentée comme une science transdisciplinaire ou multidisciplinaire. Mais on discute aussi beaucoup de sa place dans les sciences humaines (cf D. Arasse) et sociales (est-ce une science appliquée aux musées ? Quelle est l'autonomie de la discipline ? Par exemple).
On constate ainsi que l'histoire de l'art s'approprie de nombreuses méthodologies et perspectives scientifiques, par exemple : phénoménologique (Maurice Merleau-Ponty, etc.), psychologique (René Huyghe, etc.) et psychanalytique (Meyer Schapiro, etc.), sociologique (Arnold Hauser, Pierre Francastel, Howard Becker), structuraliste (Aby Warburg, Erwin Panofsky, Hubert Damisch, Pierre Daix), marxiste (Michael Baxandall, Françoise Bardon, etc.), formaliste et sémiologique (Heinrich Wölffin, Roland Barthes, Umberto Eco), postmoderniste (Achille Bonito-Oliva, Jean-François Lyotard, Jacques Derrida).
De plus, il serait fastidieux de citer toutes les disciplines auxquelles font appel les historiens de l'art, de l'histoire culturelle, sociale, à l'anthropologie de l'art ou culturelle en passant par l'esthétique, la linguistique, l'économie de la culture, la théorie de la littérature, la communication ou la médiologie, les Visual, Gender, Cultural ou Queer studies, et des diverses études comparées, conséquences des nouvelles questions épistémologiques contemporaines.

## Histoire de l'histoire de l'art
Schématiquement, l'histoire de l'art telle qu'on l'a conçue de la Renaissance - depuis Giorgio Vasari et sa Vie des Artistes célèbres (Le Vite), en passant par le XVIIIe siècle de Johann Joachim Winckelmann jusqu'au XIXe siècle hégélien - est l'histoire d'un progrès de l'art.
L'art est supposé passer d'un stade archaïque à un stade classique, avant de tomber en décadence.
Les arts grec et romain sont présentés en exemple de cette courbe de développement.
Pour l'art grec, la notion d'art était différente de celle qui est présente dans la civilisation occidentale. En effet, en grec, le mot « art » se disait tekhné, la technique. Les Grecs ne faisaient ainsi aucune différence entre l'artisan et l'artiste ; seul le « faire » semblait avoir son importance.
La période archaïque correspond à l'art minoen, mycénien et cycladique ; la période classique à l'apogée de la création attique (le Parthénon à Athènes contemporain des sculptures de Phidias du théâtre d'Aristophane et des philosophes Platon, Socrate...) ; s'ensuit la décadence de la république athénienne et celle concomitante de l'art hellénistique jusqu'à l'invasion romaine[réf. nécessaire].
Pour l'art romain, la période archaïque est celle de l'art fruste et austère de la République ; l'art classique correspond à l'apogée de l'Empire ; l'art du Bas-Empire (en particulier paléochrétien) aux formes simplifiées était perçu comme une décadence sous les coups de boutoir des invasions barbares.
Le changement de cette perception a lieu avec la publication, en 1901, à Vienne, de l'ouvrage d'Aloïs Riegl, L'art du Bas-Empire romain qui montre que la création artistique qui accompagne la chute de l'Empire romain ne doit pas être interprétée comme décadence, mais comme changement de norme et naissance d'un nouveau paradigme. On notera la concordance entre la publication de cet ouvrage théorique et la pratique artistique de la Sécession viennoise qui s'affranchit alors des canons des Beaux-Arts, quelques années plus tard Kandinsky et Kupka créent les premières œuvres abstraites et Picasso et Braque le cubisme ; comme pour donner raison à Riegl…
À partir de là, l'histoire de l'art (jusque-là prisonnière du paradigme de la Renaissance : faire « revivre » l'apogée des arts antiques et expliquer quelles sont les conditions esthétiques – mais aussi politiques, économiques – de la création d'un art « classique ») reconnaît la pluralité des normes stylistiques simultanées (d'où aussi, étant donné l'effondrement d'un effort dogmatique et normatif, la multiplication des courants artistiques) et s'attache à constater, répertorier, comparer, expliquer les arts plutôt que l'art.
voir plutôt (ces paragraphes sont à réécrire) :
- J. von Schlosser (de), La littérature artistique : manuel des sources de l'histoire de l'art moderne, Paris, 1984 ; réimpr. 1996  (ISBN 2-08-012602-4) ; trad. d'après la 1re éd. en all. de 1924, et les éd. en ital. d'O. Kurz de 1956 et 1964.
- A. Hauser (en) (de), Philosophie der Kunstgeschichte, Munich, 1958 ; trad. angl. The philosophy of art history, Evanston, 1985  (ISBN 0810106728).
- G. Bazin (en), Histoire de l'histoire de l'art : de Vasari à nos jours, Paris, 1986  (ISBN 2-226-02787-4).
- Kunstgeschichte : eine Einführung [Histoire de l'art : une introduction], sous la dir. de H. Belting, H. Dilly, W. Kemp, W. Sauerländer et M. Warnke, 1986 ; 7e éd. rev. et corr., Berlin, 2008  (ISBN 978-3-496-01387-7).
- Funkkolleg Kunst : eine Geschichte der Kunst im Wandel ihrer Funktionen, sous la dir. de W. Busch (de), Munich, Zürich, 1987, 2 vol. (Serie Piper, 735-736)  (ISBN 3492107354), nouv. éd. 1997 ; suivi de Moderne Kunst : das Funkkolleg zum Verständnis der Gegenwartskunst, sous la dir. de M. Wagner (de), Hambourg, 1991, 2 vol. (Rowolts Enzyklopädie)  (ISBN 3499555166 et 3499555174).
- Fr. Haskell (en), L'Historien et les images, Paris, 1995  (ISBN 2-07-073355-6) ; trad. d'après History and its images: art and representation of the past, 1993  (ISBN 0-300-05949-3).
- Fr. Bardon, Quelle histoire de l'art ?, dans Le Concert champêtre. Vol. 1, Un défi à l'histoire de l'art, Paris, 1995, p. 167-212  (ISBN 2-911105-01-X).
- G. C. Sciolla, La critica d'arte del Novecento, Turin, 1995 ; repr. 2006  (ISBN 88-600-8056-8).
- Histoire de l'histoire de l'art, sous la dir. d'Éd. Pommier, Paris, 1995-1997, 2 vol. (Conférences et colloques du Louvre)  (ISBN 2-252-00319-7 et 2-252-03142-5).
- The art of art history : a critical anthology, sous la dir. de Donald Preziosi, Oxford, 1998  (ISBN 0-19-284242-0).
- H. Belting, L'histoire de l'art au tournant [conférence du 7 avril 2000 à l'UTLS], publiée dans Qu'est-ce que la société ?, sous la dir. d'Yves Michaud, Paris, 2000  (ISBN 2-7381-0910-1).
- Sur l’art et les moyens de son expérience, entretiens réunis par Chr. Domino, Paris, 2005 (Les Nouveaux commanditaires. Réflexions croisées).
- Voir aussi les liens externes.

## Histoire de l'art et classification des arts
Conséquence des divergences sur la définition de l'art, des difficultés à l'aborder dans sa globalité et d'une méconnaissance des spécificités de l'histoire de l'art (qui n'est qu'observatrice de phénomènes historiques, et est à l'image de ses présupposés), les querelles sur la classification des arts et les catégories artistiques sont une « figure imposée » de l'histoire de l'art et de l'esthétique (par exemple la querelle des Anciens et des Modernes en littérature).

### Contre quoi
Les termes alors retenus nous renseignent au moins autant sur ceux qui les énoncent (quand ? Où ? Dans quelle perspective ? Quel contexte ?) que sur les œuvres qu'ils sont censés regrouper ou décrire. En plus de proposer une nouvelle grille généalogique de l'art, ils se définissent couramment « contre » (un autre mouvement, une école, etc.) ou par l'exclusion (hors du champ de l'art, d'une pratique). Il est remarquable que leurs significations soient extrêmement variables dans le temps, et soient passées de négatives à positives de nombreuses fois (baroque, impressionnisme, etc.).

### Arts visuels
Ces dernières années[Quand ?], certains réduisent l'histoire de l'art à l'histoire de l'art visuel, surtout pour la distinguer de la musicologie, de l'étude du spectacle vivant (théâtre, danse, cirque, etc.) ou de la littérature (voire de l'architecture), bien qu'en parallèle d'autres l'associent au champ très large du patrimoine culturel. Effectivement, dans certains contextes scientifiques (en histoire et en linguistique particulièrement), il est habituel d'isoler la culture visuelle de la culture orale ou écrite pour en étudier les spécificités (les sources non écrites et le langage non verbal).
Ainsi on peut préférer le terme image (dans le sens de toute représentation, quelle qu'elle soit) pour éviter l'ambiguïté des termes art ou œuvre, considérés comme qualitatifs. Mais il ne faut pas confondre l'image perçue par l'œil avec l'idée de l'œuvre, souligné par la formule La pittura è cosa mentale (La peinture est « chose mentale », un signe ? Une expérience intime ?), extraite des réflexions de Leonardo da Vinci sur l'art et la science. Enfin l'expérience esthétique fait appel à plusieurs sens simultanément et rares sont les pratiques artistiques qui se développent sans interactions avec d'autres.
Les arts visuels traditionnels réfèrent aux œuvres d’art visuelles, perçues par l’œil, très souvent des peintures, qui sont mises à une certaine distance du spectateur, qui lui est considéré comme passif. Elles stimulent le regard des spectateurs et l’offre une certaine perspective. L’œuvre qui est créé par l’artiste, considérer comme ayant une certaine autorité sur cette dernière, est considérée comme fixe, le spectateur ne change pas et ne participe pas à l’œuvre en question.

### Arts plastiques
Dans le monde francophone, il en est de même de la triade classique (figée à la fin du XIXe siècle) beaux-arts / arts décoratifs / arts industriels, qui est reformulée à partir des années 1960 en arts plastiques (et graphiques) / architecture et architecture d'intérieur / arts appliqués, mode et design. Cette catégorisation est plus la conséquence de traditions institutionnelles, commerciales ou industrielles, qu'une frontière (qui serait due à l'expérience de l'artiste, à son statut d'auteur, aux fonctions de l'œuvre, à sa technologie ou à son public) entre production artistique et artisanale. Plusieurs mouvements nous font remarquer l'arbitraire de ces limites, comme le mouvement Arts & Crafts britannique, l'Art nouveau français ou le Bauhaus allemand, ainsi que le pop art, le kitch, etc.
Pour ce qui est du fondement historique de l'adjectif plastique, certains remarquent qu'à la Renaissance italienne, l'arte del designo (les arts du dessein) regroupaient les arts du volume (modelage, sculpture, architecture) et ceux de la surface (dessin, peinture, gravure). On retrouve respectivement aujourd'hui cette opposition dans les expressions « arts plastiques » et « arts graphiques ». Le point commun de ces pratiques manuelles, mais sans exclusivité serait alors l'action sur la matière, leur caractère évocateur.
Enfin, l'expression correspond, surtout depuis Joseph Beuys et le succès du terme plasticien, à une « façon d'être un artiste » et opportunément « d'éviter l'assignation à des catégories d'activités artistiques dépassées par la pratique » selon Nathalie Heinich.

### Débats en France
Signalons par ailleurs que le débat actuel, en France, sur les arts visuels (ainsi que celui sur l'histoire des arts, en rapport avec les historiens d'art), succédant à celui plus ancien sur les arts plastiques, est aussi lié aux réformes de l'éducation artistique (perçu comme « expression d’une idéologie dominante »). Ces réformes sont l'objet de nombreux corporatismes (bien sommairement, entre les cursus esthétique/arts plastiques et ceux d'histoire de l'art/conservateurs de musée), particulièrement amplifiés dans un contexte de réduction des effectifs et des moyens par l'opposition entre deux ou trois ministères (culture, éducation et recherche).

### Enjeux de la terminologie
Bien qu'imprécises ou critiquables (et faisant l'économie des questions du statut de l'œuvre et de l'artiste), ces terminologies sont cependant significatives des enjeux contemporains, de la vitalité des lieux de créations et de réflexions artistiques actuels, au-delà du morcellement ou de l'appropriation des approches (et de l'enseignement) de l'art ou de son commerce, mais elles n'impliquent pas, en soi, un rétrécissement du champ d'études de la discipline histoire de l'art.

### Classement géoculturel et chronologique

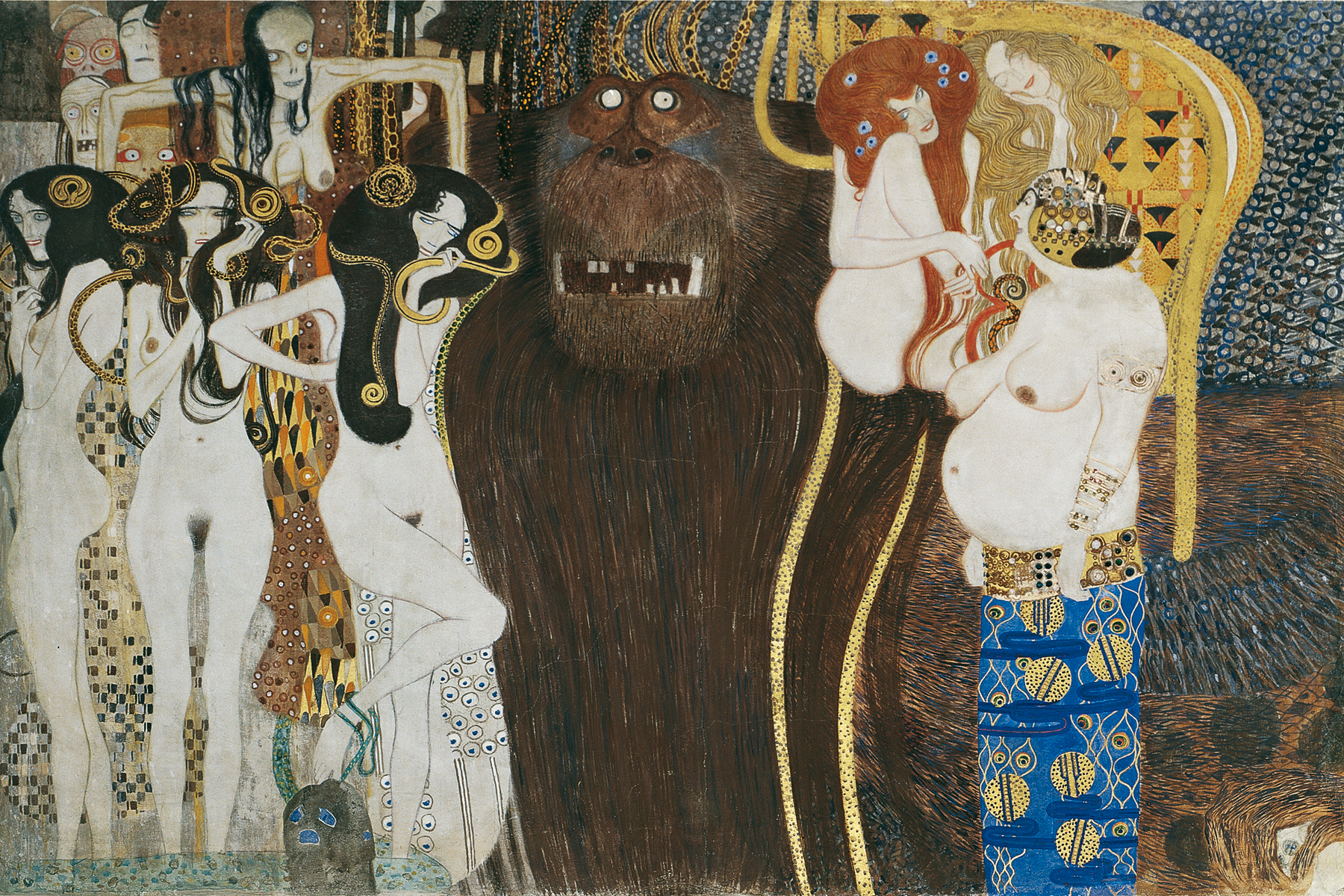
Klimt : tableau tiré de la frise Beethoven dans le palais de la Sécession de Vienne - 1902. L'interprétation du symbolisme de cette œuvre implique une étude de son iconographie et de ses aspects matériels.

Le découpage chronologique (en relation avec les aires géographiques et culturelles) pose les mêmes problèmes de pertinence qu'aux historiens (voir les remarques au début des articles suivants) : Préhistoire et Protohistoire, Antiquité et Antiquité tardive, Moyen Âge, Époque moderne, Époque contemporaine. Et il est significatif que les grands ensembles non occidentaux restent relativement sous représentés ou traités à part dans les histoires générales de l'art, en particulier les arts dits premiers (l'art d'Afrique, d'Océanie, de l'Arctique, des Amériques), l'art de l'Asie (d'Asie centrale, de l'Inde, de l'Asie du Sud-Est, de Chine, et du Japon) et ceux de la civilisation musulmane ou du Proche-Orient.
Remarquons qu'entre autres imprécisions, il faut pour l'art moderne distinguer le temps qui correspond à l'époque moderne des historiens (entre le Moyen Âge et le XIXe siècle) et les œuvres qui ont participé aux idées de modernité et d'avant-garde dans l'art (depuis le milieu du XIXe siècle, ou le début du XXe) plutôt associées à la période contemporaine en histoire. Effectivement on considère habituellement que l'art contemporain recouvre tout l'art actuel pour un groupe d'individus (avec des restrictions très variables sur ce qui est reconnu comme actuel, vivant, nouveau ou à la mode), mais aussi l'art qui a des conséquences directes sur l'art actuel (dans le cas des œuvres de Marcel Duchamp, par exemple).

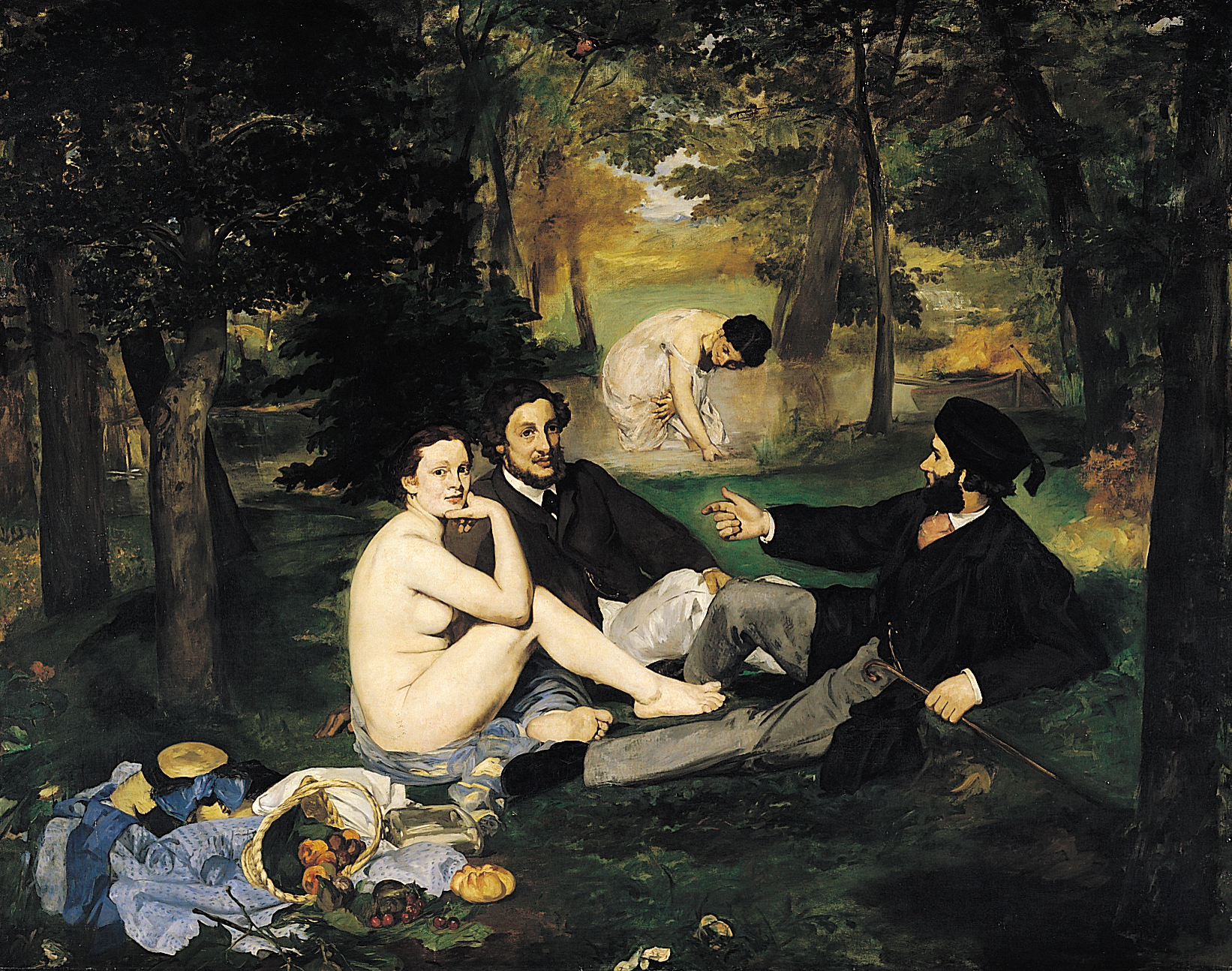
Le Déjeuner sur l'herbe, Édouard Manet, 1863.

Au XXe siècle, à la suite de la révolution industrielle (XIXe siècle), qui a bouleversé la société profondément, on voit apparaître la vie moderne et donc l’art moderne. Cette période se déroule des années 1980 au milieu des années 1990, avant la période de l’art contemporain. On peut remarquer une rupture par rapport à la place privilégiée de la peinture comme forme artistique traditionnelle. Certains artistes critiquent les standards du milieu artistique traditionnel, qui était de représenter la réalité le plus juste possible, et se dirige vers un style artistique plus abstrait. L’art abstrait et le 
surréalisme, sont deux des mouvements artistiques importants, qui participent à cette remise en question. Les artistes développent des positions et perceptives individuelles et unique par rapport aux autres. Un bon exemple de ceci, est Le Déjeuners sur l’herbe d’Édouard Manet, artiste peintre français en 1863. Il joue avec les perceptives, en illustrant une des femmes avec des mauvaises proportions et de la représentation de femmes prostituées dans un contexte accepté, et même anodin.
D’autres mouvements artistiques propres à l’art moderne, comme le cubisme et le futurisme, ont été développés par des artistes de l’avant-garde. Ils désirent provoquer, expérimenter avec les nouvelles technologies amenées par la révolution technologique et ils réfutent les principes traditionnels de l’art.
Ces diverses difficultés posent en plus la question de l'universalité de l'art (comment comparer ce qui est comparable ? Peut-on l'appréhender dans une seule « histoire » ?). En ce sens, l'approche synchronique et diachronique des œuvres (« à un moment précis » et « dans ses évolutions ») permet aussi d'aborder les langages de l'art hors de limites chronologiques et géographiques perçues comme arbitraires.
Voir en premier lieu le portail de l'Histoire de l'art, et parmi les nombreuses publications, comme :
- La collection Manuels de l'École du Louvre, Paris, depuis 1995 (5 vol. à ce jour[Quand ?])  (ISSN 1245-2467).
- Histoire visuelle de l'art, sous la dir. de Cl. Frontisi, Paris, 2001 ; nouv. éd. 2005  (ISBN 2-03-509314-7) extraits.
- L'Histoire de l'art pour les nullissimes, par Alexia Guggémos, éditions First, 2018  (ISBN 2412039402) . L'auteure réhabilite dans son ouvrage les femmes artistes.

### Subdivisions thématiques
Voir surtout la catégorie sur les thèmes artistiques.
- Le nu
- La nature morte
- Le paysage
- L'allégorie
- L'autoportrait
- Le portrait
- La pietà

## L'historien et lesmondesde l'art
- Traditionnellement on oppose l'histoire de l'art à la critique d'art, dans le sens où celle-ci est un jugement (une appréciation du beau, du goût) fondée sur l'intuition et la sensibilité, et non sur une argumentation scientifique. De plus le critique tend lui aussi à faire œuvre, littéraire, parfois avec l'artiste même ou son environnement, voire en interaction avec une galerie et le marché de l'art.
- Au sein des acteurs du monde de l'art, une autre distinction courante est celle entre le terme d'amateur d'art (mais a un double sens : qui sait apprécier, qui ne connaît pas ou peu), comme un collectionneur, et de professionnel de l'art[64] comme un marchand d'art, ou toute personne rémunérée pour son rapport à l'art (donc l'historien spécialisé ? Un commissaire d'exposition ?).

Certains de ces deux caractères (de critique et d'amateur d'art) se retrouvent chez le (en) connoisseur anglo-saxon.
On distingue aussi l'historien de l'art avec :
- Un conservateur de musée[66] qui a comme mission d'inventorier, de préserver, d'enrichir et de rendre accessible une collection, un patrimoine, dans de nombreuses contraintes physiques et de gestion (institutionnelles, locales, commerciales, etc.). Cependant, cette profession, comme celle d'archéologue, du fait de la proximité historique et scientifique de ces pratiques, se confond souvent avec l'histoire de l'art.
- Un restaurateur d'art, de musée ou architecte des Monuments historiques, professions liées à la précédente[67].
- Un expert en art, travaillant pour des compagnies d'assurance, des galeries, des musées ou des particuliers ; et un médiateur patrimonial spécialisé dans les aspects juridiques…
- Un médiateur culturel[68], un conférencier, un guide, travaillant dans un souci de promotion et de vulgarisation (au bon sens du terme).
- Un artiste, un artisan, un « praticien de comportements artistiques », ou un enseignant de ces « pratiques de production artistiques », dans le sens d'une opposition entre regard[8] et pratique (qui rappelle cependant l'opposition entre enseignants et chercheurs, dans une même discipline).

Ces postures face à (et dans) l'art se combinent plus qu'elles ne s'excluent et il est habituel d'alterner plus ou moins heureusement, deux, trois, ou plus, de ces attitudes au XXIe siècle (et pas seulement avec celle d'historien de l'art).
La notion européenne d'art a absorbé au XXe siècle à la fois d'autres civilisations et des produits industriels. Désormais, à l'heure du tout-écran, se posent des questions de frontières et de disciplines. Voilà pourquoi les historiens ont intégré le visuel (dont l'art) dans leurs sources d'études et voilà pourquoi s'est créée une histoire générale de la production visuelle humaine intégrant l'art et ses spécificités (Laurent Gervereau).

## Critiques de l'histoire de l'art
Parmi les critiques, on reproche parfois à l'histoire de l'art :
- son ethnocentrisme occidental (G. Bazin), soit d'être fondée sur l'étude des arts chrétiens et de ses sources gréco-romaine ;
- ses traditions toujours fortement élitistes[71] et hiérarchisées (voire corporatistes[10]), ainsi que ses difficultés à proposer des instruments de culture générale ;
- de se contenter de prendre acte, a posteriori, de cette idée floue d’art, dans des démonstrations anachroniques où le concept est inexistant ou différent, selon l'époque ou le lieu concernés ;
- d'associer des méthodes rationnelles avec un « faux concept » (Françoise Bardon[34]), potentiellement anhistorique (privé d'histoire), un domaine « irréductible à une approche de l'esprit » (Claire Barbillon[8]) ;
- de perpétuer une typologie des « arts nobles »[72], une vue partielle (et partiale) de la culture, une vulgate de l'art, dans un cadre fétichiste ou sexiste ;
- de réintroduire un rapport à l'art divinisant ou inaccessible, associant artiste, génie, dieu ;
- une approche qualitative des sources de l'histoire (noté par Nadeije Laneyrie Dagen) : parler d'œuvre est déjà un jugement du document, une sélection, au contraire de la catégorie image, plus neutre (dans le sens de toute source à l'imaginaire).
- d'étudier les conditions de la création artistique et de laisser de côté l'aspect matériel et technique de l'œuvre ;
- de gloser sur la glose, de s'approprier la parole sur l'art, dans une certaine indifférence aux réalités des artistes dans la société d'aujourd'hui, et aussi d'ignorer la simplicité (sa banalité, « à la disposition de tout le monde ») de l'expérience poétique quotidienne.
- d'avoir gommé les femmes artistes, ce que rétablit en partie le livre de la critique d'art Alexia Guggémos "L'Histoire de l'art pour les nullissimes" paru en 2017[73].